# Истинно-православная церковь
И́стинно-правосла́вная це́рковь (кратко ИПЦ, иначе и́стинно-правосла́вные христиа́не, кратко ИПХ, также истинное православие) — самоназвание или часть самоназвания ряда юрисдикций, исповедующих православие, но противопоставляющих себя признанными православным церквям и не находящихся в евхаристическом общении с ними и, как правило, между собой. Как ИПЦ себя позиционируют многие старостильные православные юрисдикции, в частности, православные старостильные церкви Греции, Румынии, Болгарии, Сербии.
Возникновение первых ИПЦ относится к 1920-м годам и связано с церковными разделениями, произошедшими в ряде традиционно православных странах (в СССР, Греции, Румынии и некоторых других), хотя и по разным причинам. Основной причиной разделения в Русской церкви во второй половине 1920-х стали антирелигиозные преследования и переход заместителем патриаршего местоблюстителя митрополитом Сергия (Страгородского) на позиции безусловной лояльности атеистической советской власти. В Греческой, Румынской и Болгарской Церквях причиной возникновения явился ряд преобразований, в том числе переход на новоюлианский календарь и начало вовлечения данных поместных Церквей в экуменическое движение, что было воспринято рядом верующих как отступление от Православия. Та часть православного клира и мирян, которая не приняла этих новшеств, стала называть себя истинно-православными христианами (ИПХ), а свои организационные структуры — Истинно-Православной церковью. Таким образом в конце 1920-х годов возникли термины «Истинно-православная церковь» и «Истинно-православные христиане» соответственно.

## История возникновения термина
Первое документально зафиксированное появление термина «истинно православные» относится к 1923 году. В письмах в защиту Патриарха Тихона, которые направлялись в Комиссию по делам религиозных культов при ВЦИК СССР от оставшихся верными ему православных приходов Северного Кавказа, Средней Азии и Центрального Черноземья, верующие называли себя «истинно православными», противопоставляя свои общины обновленческим. По видимому это связано с тем, что обновленческая церковь сохранила за собой название «Православная Российская Церковь», которое было принято в качестве самоназвания на Поместном соборе в 1917—1918 годы. Затем «истинно православными» стали именоваться преимущественно религиозные группы, которые не приняли Декларацию митрополита Сергия и вышли из подчинения возглавляемой им церковной власти,.
Самоназвание «Истинно-православная церковь» (ИПЦ) достоверно подтверждается, в частности, материалами уголовного дела, хранимого в настоящее время в ЦА ФСБ: № Н-7377 в 11-ти томах (с наименованием: «Дело всесоюзной контрреволюционной монархической организации церковников „Истинно-православная церковь“»), содержанием которого являются документы 1928—1929 гг. о массовых репрессиях в отношении "церковников «Истинно-православной церкви».
Документы из материалов данного дела частично были опубликованы, в частности, в изданиях,,,.
Таким образом, «Истинно-православная церковь» являлось не только самоназванием, но и официальным именованием данной группы в материалах правоохранительных органов 1930-х гг.
Частью материалов данного уголовного дела является и сборник «Дело митрополита Сергия» под редакцией и с частичным авторством Новоселова, где и сформулирована экклезиология Истинно-православной церкви в части осуждения сергианства как ереси, то есть, сформулировано экклезиологическое (догматическое) учение Истинно-православной церкви образца конца 1920-х-30-х годов.

## Старостильные церкви
Церкви Греции, Румынии, Болгарии, называющие себя «Православными» (состоят в расколе с Православными церквями), которые используют юлианский календарь (старый стиль) в богослужении, несмотря на то, что соответствующие поместные православные церкви в их странах используют новоюлианский. При этом многие старостильные церкви Греции именуются «Истинно-Православными», церкви Румынии и Болгарии — «старостильными».

## Формирование экклезиологии ИПЦ
Во второй половине XX века к числу обвинений, предъявляемых РПЦ и мировому Православию в целом со стороны ИПЦ добавились экуменизм и связанное с ним, по мнению ИПЦ, отступление от святоотеческого исповедания в области экклезиологии,.
В частности, в соответствии со своими догматическими воззрениями, представители ИПЦ не принимают и критикуют «Основные принципы отношения к инославию», принятые РПЦ.

## История. Советский период
В 1930-е годы легальное существование ИПЦ в СССР стало невозможным из-за репрессий со стороны властей, и она вынуждена была уйти в подполье (см. Катакомбная церковь). Одна только принадлежность к ИПЦ в СССР уже считалась уголовным преступлением. Во многих обвинительных актах того времени в графе «обвинение» значится «принадлежность к „ИПЦ“ („Истинно-Православной Церкви“)». К ИПЦ принадлежали многие Российские Новомученики.
В начале 1920-х в эмиграции оформилась, как административно независимая, Русская православная церковь заграницей (РПЦЗ), впоследствии декларировавшая единство с Катакомбной церковью на родине.

## Постсоветская история и современное положение
После падения «железного занавеса» стало возможным общение истинно-православных христиан из восточноевропейских стран друг с другом и с единоверцами в Греции и на Западе.
За время катакомбного существования из-за репрессий и невозможности поддержания регулярных контактов между отдельными епископами и приходами ИПЦ в России практически лишилась духовенства. Поэтому в 1990-е годы различные группы ИПХ, вышедшие из подполья, стали вступать в евхаристическое общение с РПЦЗ или с различными юрисдикциями ИПЦ Греции, получая от них священнические, а затем и епископские хиротонии.

## Перечень российских ИПЦ
Юрисдикции, имеющие апостольское преемство от РПЦЗ:
- РПЦЗ(В)
- РПЦЗ (А)
- Российская православная автономная церковь
- Русская истинно-православная церковь
- Российская православная церковь

Юрисдикции, имеющие апостольское преемство от ИПЦ Греции:
- Истинно-православная церковь России[12]

Юрисдикции, декларирующие апостольское преемство от Катакомбной церкви:
- Серафимо-Геннадиевская ветвь Истинно-православной церкви[13]
- Русская катакомбная церковь истинно православных христиан Амвросия (Сиверса)
- Патриархия Российской истинно-православной катакомбной церкви

### Научная
- Зимина Н. П. Уфимская автокефальная епархия «непоминающих» андреевского течения: история, иерархия, ликвидация (1927—1938) // XXIII ежегодная богословская конференция ПСТГУ: материалы. — М.: ПСТГУ, 2013. — С. 196–209.
- Косик О. В. Сборник «Дело митрополита Сергия» и участие в нем мученика Михаила (Новоселова) // Вестник ПСТГУ. Серия 2: История. История Русской Православной Церкви. — 2009. — № 2 (31). — С. 77—95.
- Алчущие правды: Материалы церковной полемики 1927 года / Сост., авт. вступ. ст. свящ. А. Мазырин, О. В. Косик. — М.: Изд-во ПСТГУ, 2011. — 424 с. — (Материалы по новейшей истории Русской Православной Церкви). — ISBN 978-5-7429-0441-3.
- Лещинский А. Н., Погасий А. К. Типологизация и классификация церковных разделений в христианстве Архивная копия от 23 апреля 2021 на Wayback Machine // Религиоведение. 2010. — № 2. — С. 91-101.
- Пидгайко В. Г. Истинно православные христиане // Православная энциклопедия. — М., 2011. — Т. XXVII : Исаак Сирин — Исторические книги. — С. 704-716. — 39 000 экз. — ISBN 978-5-89572-050-9.
- Поляков А. Г. Викторианское течение в Русской Православной Церкви. — Киров, 2009. — 400 с.
- Поляков А. Г. Ликвидация подполья викторианского течения в Русской Православной Церкви (в 1933—1940-х гг.) Архивная копия от 10 августа 2019 на Wayback Machine // Религиоведение, 2011, № 2. — C. 34-41.
- Поляков А. Г. Викторианское течение в Русской Православной Церкви: «раскол» или «оппозиция». // Известия Самарского научного центра Российской академии наук, 2011, Том 13. — № 3 (41). — С. 235—239.
- Поляков А. Г. Сущность Викторианского течения в Русской Православной Церкви глазами сторонников митрополита Сергия (Страгородского) (октябрь 1927 — начало 1929 гг.) // Вестник Удмуртского университета. Серия: История и филология, 2012. — № 1. — С.127-130.
- Поляков А. Г. Викторианское течение в Русской Православной Церкви: от легальности к подполью. // Вестник Московского государственного областного университета. Серия «История и политические науки», 2011. — № 2. — С. 176—180.
- Поляков А. Г. Викторианское течение в Русской Православной Церкви: факторы распространения (конец 1927 − 1928 гг.). // Религиоведение, 2012. — № 1. — С. 38-47.
- Поспеловский Д. В. Катакомбная Церковь: «истинно православные» и другие течения // Русская Православная Церковь в XX веке. — М.: Республика, 1995. — С. 314–331.
- Слесарев А. В. Старостильный раскол в истории Православной Церкви (1924—2008). — М.: Изд-во Крутицкого подворья. Общество любителей церковной истории, 2009. — 562 с.
- Шкаровский М. В. Судьбы иосифлянских пастырей: иосифлянское движение Русской Православной Церкви в судьбах его участников. Архивные документы. — СПб.: Сатисъ : Держава, 2006. — 588 с. — ISBN 5-7868-0076-8.

### Жизнеописания и документы
- Тайной церкви ревнитель: Епископ Гурий Казанский и его сомолитвенники. Жизнеописания и документы / Сост. Л. Е. Сикорская. — М.: Братонеж, 2008. — 336 с. — (Серия «Новомученики и исповедники Российские пред лицом богоборческой власти»). — ISBN 978-5-7873-0501-6.
- Священномученики Сергий, епископ Нарвский, Василий, епископ Каргопольский, Иларион, епископ Поречский. Тайное служение иосифлян. Жизнеописания и документы / Сост. Л. Е. Сикорская. — М.: Братонеж, 2009. — 520 с. — (Новомученики и исповедники Российские пред лицом богоборческой власти»). — ISBN 978-5-7873-0420-6.
- Священномученик Иосиф, митрополит Петроградский: Жизнеописание и труды / Сост.: М. С. Сахаров и Л. Е. Сикорская. — 2-е изд., испр. и доп.. — М.: Братонеж; СПб.: Кифа, 2011. — 648 с. — (Новомученики и исповедники Российские пред лицом богоборческой власти). — ISBN 978-5-7873-0654-5.

### Аффилированная
- Серафим Алексиев, Сергий Язаджиев. Почему православному христианину нельзя быть экуменистом. — Санкт-Петербург, 1992. — 304 с.
- Еп. Дионисий (Алфёров) Власть или служение? Насколько претензии лидеров на власть в Церкви соответствуют идеалу пастырского служения во Христе? Размышления на фоне «собирания осколков» Архивная копия от 9 марта 2012 на Wayback Machine — 25 декабря 2009
- Александр Каломирос Против ложного единения Архивная копия от 8 ноября 2011 на Wayback Machine
- Александр Каломирос Экклисиология. Перевод с французского иеродиакона Феофана Архивная копия от 18 августа 2009 на Wayback Machine
- Прот. Алексий Лебедев «Третья сила» в современном православии русской традиции. Современная наука начинает замечать ИПЦ, хотя и не выработала общепринятой квалификации этой Церкви Архивная копия от 8 марта 2012 на Wayback Machine — Статья составлена на основе доклада на Второй конференции Российского сообщества преподавателей религиоведения «Религия в меняющемся мире», Санкт-Петербург, 3 июня 2011 г.
- Лурье В. М. Екклисиология отступающей армии Архивная копия от 8 ноября 2011 на Wayback Machine
- Лурье В. М. Истинно-Православная Церковь и World Orthodoxy: история и причины разделения. 2003 г. Архивная копия от 7 августа 2019 на Wayback Machine
- Лурье В. М. Классификация ИПЦ: история и перспективы — 2-я редакция, исправленная и дополненная, 2012. Часть первая Архивная копия от 24 апреля 2013 на Wayback Machine. Часть вторая Архивная копия от 24 апреля 2013 на Wayback Machine. Часть третья, заключительная Архивная копия от 24 апреля 2013 на Wayback Machine. 1-я редакция Архивная копия от 27 августа 2011 на Wayback Machine
- Лурье В. М. Истинное православие как образ жизни. Шесть пунктов Архивная копия от 4 октября 2013 на Wayback Machine — 02 июля 2013
- Лурье В. М. Проблема лидеров и проблемы из-за лидеров. Как сделать так, чтобы епископы не ссорили верующих Архивная копия от 9 марта 2012 на Wayback Machine
- Лурье В. М. Две заметки про церковное управление: Часть 2. Лидерство в ИПЦ Архивная копия от 23 мая 2011 на Wayback Machine
- Лурье В. М. Не справились с управлением… Очерки архиерейской психологии в свете новой повестки дня русских ИПЦ
- Лурье В. М. Архитектоника альтернатив. Итоги 2011 года в ИПЦ русской традиции невозможно подвести, не обозрев всего 20-летнего периода их легального существования. Часть первая Архивная копия от 24 января 2012 на Wayback Machine Часть вторая Архивная копия от 24 февраля 2016 на Wayback Machine Часть третья Архивная копия от 24 апреля 2013 на Wayback Machine Часть четвертая, заключительная Архивная копия от 24 апреля 2013 на Wayback Machine
- Лурье В. М. Два маленьких кита в одном очень большом бассейне. Некоторые итоги 2012 года в ИПЦ русской традиции. Часть первая Архивная копия от 18 января 2013 на Wayback Machine Часть вторая Архивная копия от 9 марта 2013 на Wayback Machine
- Лурье В. М. Единая ИПЦ русской традиции: репортаж со стройплощадки. Часть первая Часть вторая Архивная копия от 3 сентября 2013 на Wayback Machine Часть третья, заключительная Архивная копия от 13 ноября 2019 на Wayback Machine
- Лурье В. М. Как стать православным, живя в вакууме Архивная копия от 20 февраля 2017 на Wayback Machine
- Лурье В. М. Что делать, если ты решил стать православным Часть 1 Архивная копия от 7 апреля 2013 на Wayback Machine, Часть 1a Архивная копия от 7 апреля 2013 на Wayback Machine, Часть 2 Архивная копия от 26 октября 2020 на Wayback Machine
- Иеромонах Максим (Маретта) Почему истинно-православные истинно православны Архивная копия от 8 ноября 2011 на Wayback Machine — 17 июня 2010 года
- Материалы по догматической и канонической оценке снятия анафем 1054 года в 1965 году патриархом Константинопольским Афинагором Архивная копия от 10 июля 2009 на Wayback Machine
- Мосс Владимир Православная церковь на перепутье (1917—1999) Архивная копия от 26 декабря 2018 на Wayback Machine СПб, 2001.
- Мученики и Исповедники Российские в 20 вв. (список архиереев) Архивная копия от 4 марта 2010 на Wayback Machine
- Осипова Ирина Сквозь огонь мучений и воды слёз… Судьба движения «Истинно-Православная Церковь» Архивная копия от 11 декабря 2008 на Wayback Machine М.: Серебряные нити, 1998.
- Интервью с председателем Архиерейского синода Русской истинно-православной (катакомбной) церкви высокопреосвященнейшим Тихоном (Пасечником), архиепископом Омским и Сибирским Архивная копия от 4 января 2012 на Wayback Machine — «Имперский Вестник», июль — август, 2005 г., № 87
- Лев Регельсон. Трагедия Русской церкви Архивная копия от 6 декабря 2013 на Wayback Machine Париж, YMCA-Press, 1977. Переиздание — Москва, общество любителей церковной истории, Крутицкое подворье, 1996.
- Александр Солдатов Уроки возвращения. Канонические структуры РПЦЗ на постсоветском пространстве — к 90-летию РПЦЗ. Часть первая Архивная копия от 2 декабря 2010 на Wayback Machine — Портал-Credo.Ru, 17 ноября 2010 г.
- Шумило С. В., Шумило В. В. Краткая история Русской Истинно-Православной Церкви: 1927—2007 гг. Чернигов, 2008.
- Шумило С. В. Советский режим и «советская церковь» в 40-е — 50-е годы XX столетия (главы из книги) Архивная копия от 5 марта 2016 на Wayback Machine СПб, 2006.
- Шумило Сергей ИПЦ после Сталина. Доклад на международной конференции «Церковное подполье в СССР» Архивная копия от 24 апреля 2013 на Wayback Machine // portal-credo.ru, 3 февраля 2012
- Шумило С. В. В катакомбах. Православное подполье в СССР. Конспект по истории Истинно-Православной Церкви в СССР Архивная копия от 7 августа 2019 на Wayback Machine [под ред. д.и.н., проф. В. В. Ткаченко]. Луцк: изд.-во «Терен», 2011. ISBN 978-966-2276-52-7
- Экуменизм: арабская модель, или Что грозит Московской патриархии? Архивная копия от 9 мая 2011 на Wayback Machine // ВЕРТОГРАДъ. 1999. — № 2 (47)
- Юнгеров Ю. А. Православная Церковь и лжецеркви Архивная копия от 25 января 2011 на Wayback Machine